# Tour del Porvenir 2014
La 51.ª edición del Tour del Porvenir (nombre oficial en francés: Tour de l'Avenir) fue una carrera de ciclismo en ruta por etapas que se celebró entre el 23 y el 30 de agosto de 2014 en Francia con inicio en la ciudad de Saint-Flour y final en Fontcouverte-la Toussuire sobre un recorrido total de 904,35 kilómetros.
La carrera formó parte del UCI Europe Tour 2013-2014, dentro de la categoría UCI 2.Ncup (Copa de las Naciones UCI sub-23 limitada a corredores menores de 23 años.)
La carrera fue ganada por el ciclista Miguel Ángel López de la selección nacional sub-23 de Colombia. El podio lo completaron el ciclista Robert Power de la selección nacional sub-23 de Australia y el ciclista Alexey Rybalkin de la selección nacional sub-23 de Rusia.

## Equipos participantes
| Equipos nacionales (20)- Italia sub-23 - Australia sub-23 - Austria sub-23 - Bélgica sub-23 - Dinamarca sub-23 - Alemania sub-23 - Kazajistán sub-23 - Países Bajos sub-23 - Noruega sub-23 - Polonia sub-23 - Rusia sub-23 - Eslovenia sub-23 - Suiza sub-23 - Gran Bretaña sub-23 - Estados Unidos sub-23 - Colombia sub-23 - Francia sub-23 - Portugal sub-23 - Luxemburgo sub-23 - España sub-23 Unknown team category- Equipo mixto UCI sub-23 |
| |

## Recorrido
El Tour del Porvenir dispuso de un prólogo y 7 etapas para un recorrido total de 904,35 kilómetros con inicio en la ciudad de Saint-Flour-l'Étang y final en Fontcouverte-la Toussuire, comprendiendo 1 contrarreloj individual (prólogo), 4 etapas de montaña, 1 etapa de media montaña y 2 etapas llanas.
| Etapa     | Fecha     | Recorrido                                             | type                    | Distancia (km) | Ganador              | Líder                  |
| --------- | --------- | ----------------------------------------------------- | ----------------------- | -------------- | -------------------- | ---------------------- |
| Prólogo   | 23 de ago | Saint-Flour-l'Étang – Saint-Flour-l'Étang             | contrarreloj individual | 4,45           | Campbell Flakemore   | Campbell Flakemore     |
| 1.ª etapa | 24 de ago | Saint-Flour-l'Étang – Brioude                         | etapa escarpada         | 145            | Kristoffer Skjerping | Asbjørn Kragh Andersen |
| 2.ª etapa | 25 de ago | Brioude – Saint-Galmier                               | etapa de media montaña  | 143            | Caleb Ewan           | Asbjørn Kragh Andersen |
| 3.ª etapa | 26 de ago | Montrond-les-Bains – Paray-le-Monial                  | etapa llana             | 143            | Daniel McLay         | Asbjørn Kragh Andersen |
| 4.ª etapa | 27 de ago | Saint-Vulbas – Plateau de Solaison                    | etapa de montaña        | 165,3          | Ilya Davidenok       | Miguel Ángel López     |
| 5.ª etapa | 28 de ago | Bons-en-Chablais – Les Carroz                         | etapa de montaña        | 101,6          | Dylan Teuns          | Miguel Ángel López     |
| 6.ª etapa | 29 de ago | Saint-Gervais – La Rosière                            | etapa de montaña        | 108            | Miguel Ángel López   | Miguel Ángel López     |
| 7.ª etapa | 30 de ago | Saint-Michel-de-Maurienne – Fontcouverte-la Toussuire | etapa de montaña        | 94             | Louis Vervaeke       | Miguel Ángel López     |

## Clasificaciones finales
Las clasificaciones finalizaron de la siguiente forma:

### Clasificación general
| \| Clasificación general \| Clasificación general \| Clasificación general \| Clasificación general \| Clasificación general \| \| Ciclista \| Ciclista \| Equipo \| Tiempo \| \| \| --------------------- \| --------------------- \| --------------------- \| --------------------- \| --------------------- \| \| 1.º \| Miguel Ángel López \| Colombia sub-23 \| 23 h 54 min 28 s \| \| \| 2.º \| Robert Power \| Australia sub-23 \| + 30 s \| \| \| 3.º \| Alexey Rybalkin \| Rusia sub-23 \| + 44 s \| \| \| 4.º \| Aleksandr Folíforov \| Rusia sub-23 \| + 51 s \| \| \| 5.º \| Louis Vervaeke \| Bélgica sub-23 \| + 1 min 15 s \| \| \| 6.º \| Pierre Latour \| Francia sub-23 \| + 2 min 25 s \| \| \| 7.º \| Emanuel Buchmann \| Alemania sub-23 \| + 3 min 16 s \| \| \| 8.º \| Joaquim Silva \| Portugal sub-23 \| + 5 min 37 s \| \| \| 9.º \| Jérémy Maison \| Francia sub-23 \| + 5 min 54 s \| \| \| 10.º \| Tao Geoghegan Hart \| Gran Bretaña sub-23 \| + 8 min 56 s \| \| |                     |                     |                  |
| |                     |                     |                  |
| Fuente: ProCyclingStats |                     |                     |                  |
| Clasificación general |                     |                     |                  |
| Ciclista | Ciclista            | Equipo              | Tiempo           |
| 1.º | Miguel Ángel López  | Colombia sub-23     | 23 h 54 min 28 s |
| 2.º | Robert Power        | Australia sub-23    | + 30 s           |
| 3.º | Alexey Rybalkin     | Rusia sub-23        | + 44 s           |
| 4.º | Aleksandr Folíforov | Rusia sub-23        | + 51 s           |
| 5.º | Louis Vervaeke      | Bélgica sub-23      | + 1 min 15 s     |
| 6.º | Pierre Latour       | Francia sub-23      | + 2 min 25 s     |
| 7.º | Emanuel Buchmann    | Alemania sub-23     | + 3 min 16 s     |
| 8.º | Joaquim Silva       | Portugal sub-23     | + 5 min 37 s     |
| 9.º | Jérémy Maison       | Francia sub-23      | + 5 min 54 s     |
| 10.º | Tao Geoghegan Hart  | Gran Bretaña sub-23 | + 8 min 56 s     |

### Clasificación por puntos
| Clasificación por puntos | Clasificación por puntos | Clasificación por puntos | Clasificación por puntos | Clasificación por puntos |
| Ciclista                 | Ciclista                 | Equipo                   | Puntos                   |                          |
| ------------------------ | ------------------------ | ------------------------ | ------------------------ | ------------------------ |
| 1.º                      | Davide Martinelli        | Italia sub-23            | 68 pts                   |                          |
| 2.º                      | Fernando Gaviria         | Colombia sub-23          | 67 pts                   |                          |
| 3.º                      | Asbjørn Kragh Andersen   | Dinamarca sub-23         | 38 pts                   |                          |
| 4.º                      | Robert Power             | Australia sub-23         | 38 pts                   |                          |
| 5.º                      | Owain Doull              | Gran Bretaña sub-23      | 38 pts                   |                          |
| 6.º                      | Ilya Davidenok           | Kazajistán sub-23        | 35 pts                   |                          |
| 7.º                      | Kristoffer Skjerping     | Noruega sub-23           | 35 pts                   |                          |
| 8.º                      | Caleb Ewan               | Australia sub-23         | 35 pts                   |                          |
| 9.º                      | Miguel Ángel López       | Colombia sub-23          | 33 pts                   |                          |
| 10.º                     | Alex Kirsch              | Luxemburgo sub-23        | 33 pts                   |                          |

### Clasificación de la montaña
| Clasificación de la montaña | Clasificación de la montaña | Clasificación de la montaña | Clasificación de la montaña | Clasificación de la montaña |
| Ciclista                    | Ciclista                    | Equipo                      | Puntos                      |                             |
| --------------------------- | --------------------------- | --------------------------- | --------------------------- | --------------------------- |
| 1.º                         | Miguel Ángel López          | Colombia sub-23             | 75 pts                      |                             |
| 2.º                         | Robert Power                | Australia sub-23            | 58 pts                      |                             |
| 3.º                         | Louis Vervaeke              | Bélgica sub-23              | 49 pts                      |                             |
| 4.º                         | Aleksandr Folíforov         | Rusia sub-23                | 46 pts                      |                             |
| 5.º                         | Guillaume Martin            | Francia sub-23              | 43 pts                      |                             |
| 6.º                         | Pierre Latour               | Francia sub-23              | 40 pts                      |                             |
| 7.º                         | Loic Chetout                | Francia sub-23              | 37 pts                      |                             |
| 8.º                         | Kristoffer Skjerping        | Noruega sub-23              | 35 pts                      |                             |
| 9.º                         | Alexey Rybalkin             | Rusia sub-23                | 32 pts                      |                             |
| 10.º                        | Jérémy Maison               | Francia sub-23              | 27 pts                      |                             |

### Clasificación por equipos
| Clasificación por equipos | Clasificación por equipos | Clasificación por equipos | Clasificación por equipos |
| Equipo                    | Equipo                    | Tiempo                    |                           |
| ------------------------- | ------------------------- | ------------------------- | ------------------------- |
| 1.º                       | Rusia sub-23              | 71 h 57 min 58 s          |                           |
| 2.º                       | Francia sub-23            | + 16 min 07 s             |                           |
| 3.º                       | Australia sub-23          | + 29 min 05 s             |                           |
| 4.º                       | Países Bajos sub-23       | + 40 min 05 s             |                           |
| 5.º                       | Kazajistán sub-23         | + 42 min 26 s             |                           |
| 6.º                       | Alemania sub-23           | + 43 min 14 s             |                           |
| 7.º                       | Portugal sub-23           | + 45 min 24 s             |                           |
| 8.º                       | Bélgica sub-23            | + 48 min 58 s             |                           |
| 9.º                       | Colombia sub-23           | + 50 min 57 s             |                           |
| 10.º                      | Austria sub-23            | + 54 min 59 s             |                           |

## Evolución de las clasificaciones
| Etapa                   | Vencedor                | Clasificación general Maillot jaune | Clasificación por puntos Maillot vert | Clasificación de la montaña Maillot à pois rouges | Clasificación por equipos Classement par équipe |
| ----------------------- | ----------------------- | ----------------------------------- | ------------------------------------- | ------------------------------------------------- | ----------------------------------------------- |
| Prólogo                 | Campbell Flakemore      | Campbell Flakemore                  | Campbell Flakemore                    | no otorgado                                       | Australia sub-23                                |
| 1.ª                     | Kristoffer Skjerping    | Asbjørn Kragh Andersen              | Asbjørn Kragh Andersen                | Kristoffer Skjerping                              | Dinamarca sub-23                                |
| 2.ª                     | Caleb Ewan              | Asbjørn Kragh Andersen              | Davide Martinelli                     | Kristoffer Skjerping                              | Dinamarca sub-23                                |
| 3.ª                     | Daniel McLay            | Asbjørn Kragh Andersen              | Fernando Gaviria                      | Kristoffer Skjerping                              | Dinamarca sub-23                                |
| 4.ª                     | Ilya Davidenok          | Miguel Ángel López                  | Fernando Gaviria                      | Kristoffer Skjerping                              | Colombia sub-23                                 |
| 5.ª                     | Dylan Teuns             | Miguel Ángel López                  | Davide Martinelli                     | Kristoffer Skjerping                              | Portugal sub-23                                 |
| 6.ª                     | Miguel Ángel López      | Miguel Ángel López                  | Davide Martinelli                     | Miguel Ángel López                                | Noruega sub-23                                  |
| 7.ª                     | Louis Vervaeke          | Miguel Ángel López                  | Davide Martinelli                     | Miguel Ángel López                                | Australia sub-23                                |
| Clasificaciones finales | Clasificaciones finales | Miguel Ángel López                  | Davide Martinelli                     | Miguel Ángel López                                | Australia sub-23                                |